# Nieczulice (województwo pomorskie)
Nieczulice – osada  w Polsce  położona w województwie pomorskim, w powiecie bytowskim, w gminie Bytów. 
Mała osada kaszubska na Pojezierzu Bytowskim. Miejscowość jest częścią sołectwa Świątkowo.
W latach 1975–1998 miejscowość położona była w województwie słupskim.